# Fresnes-sur-Marne
Fresnes-sur-Marne é uma comuna francesa localizada na região administrativa da Île-de-France, no departamento Sena e Marne. A comuna possui 398 habitantes segundo o censo de 1990.